# Akanthomyces
Akanthomyces Lebert – rodzaj grzybów z rodziny maczużnikowatych (Cordycipitaceae).

## Systematyka i nazewnictwo
Pozycja w klasyfikacji według Index Fungorum: Cordycipitaceae, Hypocreales, Hypocreomycetidae, Sordariomycetes, Pezizomycotina, Ascomycota, Fungi.
Takson utworzył Hermann Lebert w 1858 r. Synonim: Insecticola Mains 1950.
Gatunki występujące w Polsce:
- Akanthomyces tuberculatus (Lebert) Spatafora, Kepler & B. Shrestha 2017 – tzw. maczużnik guzkowaty

Nazwy naukowe według Index Fungorum, wykaz gatunków według internetowej listy.